# Sound of Our Hearts
Sound of Our Hearts är en musiksingel från den ungerska musikgruppen Compact Disco.  Gruppmedlemmarna har själva skrivit låten. Singeln släpptes den 16 januari 2012. Den officiella musikvideon hade premiär den 18 mars under ett TV-program på MTV i Ungern. Den 1 maj släpptes ett album på Itunes för digital nedladdning som innehåller nio remixer av låten.

## Eurovision
Den 11 februari vann Compact Disco med låten i A Dal, Ungerns nationella uttagning till Eurovision Song Contest 2012. Låten framfördes i den första semifinalen den 22 maj. Där hade bidraget startnummer 15. Det tog sig till finalen som hölls den 26 maj. Av 26 tävlande i finalen så hamnade bidraget på 24:e plats med 19 poäng.

## Versioner
1. "Sound of Our Hearts" (Originalversion) – 3:00[3]
2. "Sound of Our Hearts" (Karaokeversion) – 2:57[9]
3. "Sound of Our Hearts" (Analog Cuvee Remix) – 4:26[3]
4. "Sound of Our Hearts" (Dave Martin Remix) – 5:27[3]
5. "Sound of Our Hearts" (Julia Carpenter Remix) – 6:17[3]
6. "Sound of Our Hearts" (Karmatronic Radio Remix) – 4:07[3]
7. "Sound of Our Hearts" (Lauer & Canard feat. Greg Note Remix) – 2:35[3]
8. "Sound of Our Hearts" (Midnight Run Remix) – 4:24[3]
9. "Sound of Our Hearts" (Monoscope Remix) – 4:17[3]
10. "Sound of Our Hearts" (Nobody Moves Remix) – 3:19[3]
11. "Sound of Our Hearts" (Stereo Palma Remix) – 7:10[3]

## Listplaceringar
| Lista (2012) | Topplacering |
| ------------ | ------------ |
| Belgien      | 86           |
| Ryssland     | 192          |
| Ungern       | 5            |